# Élections régionales de 1988 dans les Açores
Les élections régionales de 1988 (en portugais : Eleições legislativas regionais nos Açores em 1988) se sont tenues le 9 octobre 1988 dans les Açores afin d'élire les 51 députés de l'Assemblée législative.

## Résultats
| Partis                   | Partis                                       | Voix    | %     | Sièges | +/-           |
| ------------------------ | -------------------------------------------- | ------- | ----- | ------ | ------------- |
|                          | Parti social-démocrate (PPD/PSD)             | 51 503  | 48,57 | 26     | 2             |
|                          | Parti socialiste (PS)                        | 37 625  | 35,48 | 22     | 9             |
|                          | Parti du centre démocratique et social (CDS) | 7 472   | 7,05  | 2      | en stagnation |
|                          | Coalition démocratique unitaire (CDU)        | 4 053   | 3,82  | 1      | en stagnation |
|                          | Parti démocratique de l'Atlantique (PDA)     | 1 409   | 1,33  | 0      | en stagnation |
|                          | Union démocratique populaire (UDP)           | 815     | 0,77  | 0      | en stagnation |
|                          | Parti de la démocratie chrétienne (PDC)      | 470     | 0,44  | 0      | Nv.           |
|                          | PCTP/MRPP                                    | 439     | 0,41  | 0      | en stagnation |
|                          | Parti populaire monarchiste (PPM)            | 162     | 0,15  | 0      | en stagnation |
|                          | Votes blancs                                 | 890     | 0,84  |        |               |
|                          | Votes nuls                                   | 1 211   | 1,14  |        |               |
|                          |                                              |         |       |        |               |
| Total                    | Total                                        | 106 049 | 100   | 51     | 7             |
| Abstentions              | Abstentions                                  | 74 165  | 41,15 |        |               |
| Inscrits / participation | Inscrits / participation                     | 180 214 | 58,85 |        |               |